# 상이헤다람쥐
상이헤다람쥐(Prosciurillus rosenbergii)는 다람쥐과에 속하는 설치류의 일종이다. 인도네시아 술라웨시섬과 필리핀 민다나오섬 사이 술라웨시해의 적도 바로 위 북쪽에 있는 인도네시아 상이헤 제도의 휴화산 상이헤 화산 섬의 토착종이다.

## 서식지
상이헤다람쥐는 열대 다람쥐의 일종으로 과도한 경작이 이루어지는 상이헤 지역에서 가장 풍부한 포유류 종이고 도시와 시골을 포함한 섬의 다양한 생태계에서 발견되지만, 특히 저지대 열대우림에 집중적으로 서식한다. 화산 봉우리의 측면에서 발생하고 변화하는 미기후 때문에 상이헤 섬은 다양성이 가장 풍부한 생태계 지역으로 가장 높은 산은 해발 1320m의 아위 산이다. 이런 환경적 다양성에도 불구하고 상이헤다람쥐는 이 기후 지역 각각에 적응해 왔다.